# Southern Highlands
Southern Highlands is een provincie in de regio Highlands van Papoea-Nieuw-Guinea.
Southern Highlands telt 546.265 (in 2000) inwoners op een oppervlakte van 23.800 km². De hoofdstad is Mendi en daar wonen iets meer dan 17.000 mensen.

## Beschrijving
De zuidelijke hooglanden bestaan uit kalksteengebergten met enorme grotten die nauwelijks zijn onderzocht. Naast bergland zijn er in deze provincie brede dalen en rivierlandschappen. De hoofdstad Mendi is via de Highlands Highway met de rest van het land verbonden. Deze provincie behoorde tot het in de Eerste Wereldoorlog door Australië als kolonie beheerde gedeelte en grensde in het noorden aan het voor 1918 door Duitsland bestuurde deel.
Het gebied kwam pas in 1935 in contact met de Westerse wereld.
In deze provincie ligt het wildreservaat Sulamesi dat in 2006 werd aangemeld voor de Werelderfgoedlijst. Dit gebied is onderdeel van een grote uitgedoofde vulkaan Mount Bosavi. De flora en fauna van dit gebied zijn van zeer bijzondere betekenis en slechts ten dele onderzocht.
Provincies: Central · Chimbu · Eastern Highlands · East New Britain · East Sepik · Enga · Gulf · Hela · Jiwaka · Madang · Manus · Milne Bay · Morobe · New Ireland · Northern · Southern Highlands · Western · Western Highlands · West New Britain · Sandaun

National Capital District      Autonome provincie: Bougainville